# 布鲁斯·克莱纳
布鲁斯·克莱纳（Bruce Alan Kleiner ）是一位美国数学家，他主要从事微分几何、拓扑和几何群论方面的工作。他於1990年毕业于加利福尼亞大學柏克萊分校並獲得博士學位。他後來發表了一篇关于里奇流的说明性论文。

## 生平
格里戈里·佩雷尔曼是第一位證明庞加莱猜想的數學家，但是證明細節略有瑕疵。2003年至2006年期間，布鲁斯·克莱纳与密西根大学的约翰·洛特一起完善了格里戈里·佩雷尔曼的證明細節，他们也是第一批承认格里戈里·佩雷尔曼證明成就的數學家（2006年5月），不久之后曹怀东和朱熹平（6月）以及约翰·摩根和田刚（7月）也发表了證明庞加莱猜想的论文。